# Unisz
Unisz, Unas (ur.: kb. i. e. 2375 – i. e. 2345) az egyiptomi óbirodalom V. dinasztiájának kilencedik, utolsó fáraója.

## Családja
Származásáról semmit nem tudni. Két felesége ismert, Nebet, aki viselte a jogar úrnője címet, és Henut. Őket férjük szakkarai piramisa mellett temették el közös masztabába. Unisz egyetlen ismert fia Unisz-anh (neve jelentése „Unisz él”), akit apja piramisához közel temettek el, sírkápolnája ma a chicagói Field Museumban található. Unisz hat ismert (vagy nagy valószínűséggel neki tulajdonított) lányai közül Iput közvetlen genealógiai kapcsolatot biztosít a következő dinasztiához: férje a VI. dinasztia első uralkodója, Teti.
Lányai közül Hemetré „Hemi” hercegnő, akit a szakkarai D65-ös sírba temettek, fontos kultikus szerepet töltött be Teti egyik templomában. Hentkaueszt apja szakkarai sírkomplexumában temették el egy férfival, aki valószínűleg a férje. Hemetré és Hentkauesz is elsőszülött hercegnőre utaló címet viselt („a király első lánya” illetve „a király legidősebb lánya”), talán különböző feleségek első lányai voltak. Neferut hercegnő egyetlen említését Henut királyné sírja közelében találták egy kőtömbön, valószínűleg Unisz lánya. Nefertkauesz, aki egy Mehu nevű vezír felesége volt, sírja datálása és elhelyezkedése alapján szintén Unisz lánya lehetett, ahogy Szesszeset Idut is, aki uszurpált egy sírt Unisz piramisa közelében.

## Piramisa

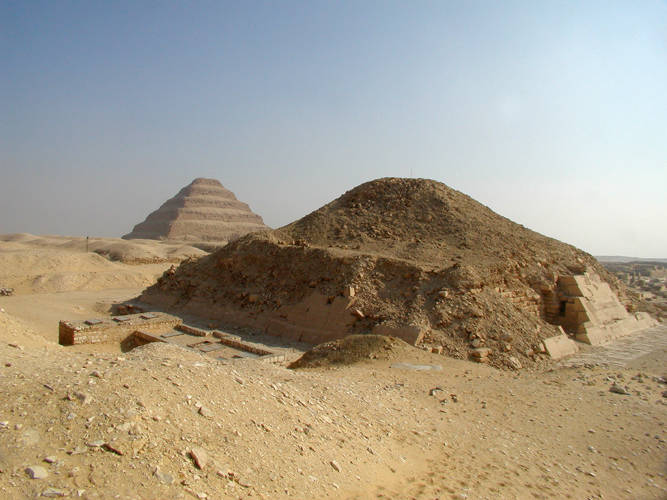
Unisz fáraó piramisa Szakkarában, háttérben a Dzsószer-piramis

Piramisa Szakkara középső része, Dzsószer komplexuma mellett a déli oldalon helyezkedik el. A piramist II. Ramszesz fia, Haemuaszet herceg renováltatta a XIX. dinasztia idején, erről a déli oldalon felirat tanúskodik. Alaposan feltárták a völgytemplomot, a halotti templomot és a hozzá vezető feljárót is, amelynek falain éhínség-jelenetek is találhatók. A piramis környéke a szaiszi és a perzsa korban is kedvelt temetkezőhely volt.
A halotti templom alatti alagútrendszerben feltételezik a II. dinasztia első két fáraójának, Hotepszehemuinak és Nebrének sírját is. A felvezető út Dzsószer komplexumának keleti falánál megtörik, itt a déli oldalánál találták meg a piramis hajóárkait. A felvezető út egy része napjainkban olyan fedett, mint eredetileg volt, ez természetesen rekonstrukció. A feljáróút alépítményében a Dzsószer-komplexumból származó, feliratos köveket találtak, ami arra utal, hogy az Unisz idejében már elhagyott és romos volt.
Helyi mészkőből készült. Napjainkban alig felismerhető hatalmas domb, déli oldalán burkolat-maradványokkal. Az V. dinasztiától kezdve a piramisépítészet hanyatlik, az ekkor emelt síremlékek már kisebb és rosszabb minőségű konstrukciók.

## Piramisszövegek
Unisz piramisában írták fel először a Piramisszövegek néven ismert rituális és mágikus halotti szövegeket, amelyek az egyiptomi vallás legrégebbi írásos emlékei, egyes részek azonban kétségtelenül régebbi időre mennek vissza (a piramisszövegek tehát nem a gízai piramisokban találhatóak). A VI. dinasztia egyes uralkodói és egyes királynék is felírták ezeket a piramisaikba, az Óbirodalom államának bukása után pedig közemberek is alkalmazhatták koporsóikon. Egyes részletei a Kapuk könyvébe is átkerültek. A piramisszövegek többféleképpen festik le az elhunyt fáraó túlvilági sorsát, a fáraó veszélyekkel teli utazását az ég felé. A legnagyobb gondot a túlvilágra történő átkelés okozza, vagy Thot veszi a szárnyára, esetleg maga repül, mint a madár. Egyes változatok szerint a tömjén füstjén lebeg felfelé, néha sugarakon jut fel, vagy létrán éri el úticélját, ahol maga is istenné válik: az istenek társaságába kerül. A különböző szövegek között nagy eltérések vannak, ismeretesek olyan részletek is, amelyekben a halott fáraónak dolgoznia kell a túlvilágon.

## A vallás és királyi hatalom megváltozása
Unisz és előde, Dzsedkaré Iszeszi uralkodása során az ókori egyiptomi vallás és királyi ideológia igencsak megváltozott; erről a változásról először Unisz alatt bizonyosodhatunk meg. Az V. dinasztia fáraóinak Hórusz-nevével díszített agyag pecsétmaradványok statisztikai vizsgálata arra utal, hogy az uralkodó kultusza Unisz alatt meggyengült. Ez a folyamat Unisz utóda, II. Teti ideje alatt folytatódott, ugyanis mindössze két olyan pecsétről tudunk, amely II. Teti Hórusz-nevét viseli. Egyiptológusok úgy vélik, hogy ez a folyamat a királyi hatalom megrendülését és egyidejűleg a bürokrácia és papság megerősödését szimbolizálja.
Ozirisz, a halottak istenének kultusza ezzel egyidejűleg egyre fontosabb lett és Ozirisz átvette a fáraó helyét mint az egyiptomiak túlvilági életének garantálója. Hartwig Altenmüller egyiptológus szerint a korabeli egyiptomiak számára a túlvilági élet már nem az alattvaló és fáraó közötti, hanem az alattvaló és Ozirisz közötti közvetlen kapcsolattól függött. Ozirisz kultuszának erősödésével ellentétben Ré, a napistan kultusza háttérbe szorult annak ellenére, hogy Ré maradt a legfontosabb egyiptomi isten. Ezt tükrözi az, hogy sem Dzsedkaré Iszeszi, sem Unisz nem építtetett naptemplomot az V. dinasztiabeli elődeikkel ellentétben. Unisz és Menkauhór, egy másik korabeli fáraó neve nem is utal Ré istenre, megszakítva egy évszázados hagyományt.